# Francisco Ricaurte
Francisco Javier Ricaurte Gómez (Cartagena, 1962) es un abogado y convicto colombiano.  Fue magistrado del Consejo Superior de la Judicatura y de la Corte Suprema de Justicia de Colombia, tribunal del que fue Presidente en 2008.  Durante su paso por la magistratura usó su posición para recibir sobornos y cambiar procesos judiciales en favor de los acusados, en el escándalo de corrupción llamado el Cartel de la Toga.Cumple una condena de 16 años de prisión y se encuentra recluido en la Cárcel la Picota de Bogotá D.C. 
Según testimonio del exsenador de la república de Colombia, Musa Besayle ante las autoridades, Besayle le pagó COP$ 2.000 millones de pesos en coima al magistrado Ricaurte para alterar su caso en la Corte, y así evitar ser enviado a la cárcel.
La Fiscalía General de la Nación le imputó los cargos de "concierto para delinquir en calidad de autor, en concurso con cohecho por dar u ofrecer, tráfico de influencias de particulares y utilización indebida de información oficial privilegiada en calidad de interviniente".

## Familia
Francisco Javier es hijo del dirigente conservador Rafael Ricaurte, y creció en el barrio barrio de Manga en Cartagena de Indias. Tiene dos hermanos; Rafael de Jesús Ricaurte, dedicado al narcotráfico y quien fue extraditado de Colombia a Estados Unidos en 2015, José Ricaurte Gómez, exalcalde menor del distrito de Cartagena. Miembros de la familia de su esposa obran entre los testaferros que usa para ocultar las propiedades que obtuvo fruto de la corrupción.

## Estudios
Ricaurte estudió Derecho en la Universidad de Cartagena, en su natal Cartagena. Luego realizó especializaciones en la ciudad de Bogotá, en instituciones jurídico-laborales de la Universidad Nacional de Colombia y en derecho laboral de la Pontificia Universidad Javeriana.

## Trayectoria en la rama judicial
Luego de concluir sus estudios de abogado, Ricaurte laboró en 1982 como notificador del Juzgado Segundo Superior de Cartagena.
Ricaurte fue auxiliar judicial en la Procuraduría Regional, y en 1990 se logró ser nombrado Juez Municipal. Después se convirtió en juez laboral del circuito en el Distrito Judicial de Cartagena. Por su labor en esta instancia se ganó una beca para postgrado en la Pontificia Universidad Javeriana en Bogotá. Siendo estudiante de postgrado en Bogotá, en 1998 conoció al magistrado de la Corte Suprema de Justicia de Colombia, Germán Valdés, quien lo ayudó a que lo nombraran juez en el distrito de Barranquilla, pero fue nombrado magistrado en la sala de descongestión laboral del Tribunal Superior de Barranquilla. Meses después, Valdés lo buscó para que se convirtiera en su magistrado auxiliar en la Corte Suprema en Bogotá.

### Magistrado de la Corte Suprema de Justicia (CSJ)
Luego de lograr una amplia experiencia en el Poder Judicial en Colombia que empezó como Juez y escaló hasta ser nombrado en 2004 magistrado de la Corte Suprema de Justicia de Colombia, de la que Ricaurte integró la jefatura de la Sala Laboral.
En 2008, fue nombrado Presidente de la Corte Suprema. Remplazó al magistrado César Julio Valencia Copete (2007) y fue remplazado por el magistrado Augusto Ibáñez Guzmán (2009-2012).

### Consejo Superior de la Judicatura
Luego de ser magistrado de la Corte Suprema, Ricaurte fue nombrado magistrado de la Sala Administrativa del Consejo Superior de la Judicatura, y fue de los magistrados encargados de seleccionar candidatos que escogen Corte Suprema y el Consejo de Estado para llegar a magistrados.

## Asesor legal del FONADE
Tras su salida del Consejo Superior de la Judicatura, Ricaurte logró llegar a ser asesor legal del Fondo Financiero de Proyectos de Desarrollo (FONADE). El FONADE se había convertido en uno de los fortínes políticos y burocráticos de los senadores Musa Besayle y Bernardo "Ñoño" Elías (Los ñoños).
Los contratos por sus asesorías legales al FONADE alcanzaron un monto de COP$ 900 millones de pesos.

## Escándalo del Cartel de la toga (2017)
Ricaurte estuvo envuelto en el escándalo del cartel de la toga, en el que Ricaurte, como magistrado, con algunos de sus compañeros de las Altas Cortes como José Leonidas Bustos y Camilo Tarquino, recibieron sobornos o extorsionaban para alterar los procesos en beneficio de políticos y altos funcionarios de gobierno investigados por corrupción y otros actos criminales, a través del entonces fiscal anticorrupción Luis Gustavo Moreno y el abogado Leonardo Luis Pinilla.

### Captura
El 20 de septiembre de 2019 Ricaurte fue capturado por la Fiscalía General de la Nación bajo cargos de "cohecho, tráfico de influencias, uso abusivo de información privilegiada y concierto para delinquir agravado". La orden de captura fue librada por el Juez 2 de garantías, luego de que el Fiscal Tercero delegado ante la Corte Suprema de Justicia compareciera ante un Juez de garantías para solicitar la orden de captura de Ricaurte.

Expulsión de la profesión
La Comisión de Disciplina Judicial emitió la decisión de expulsarlo de la profesión de abogado por el grave perjuicio que cometió en detrimento de ésta, según el anuncio en días pasados.